# Ґоль-е Зард-е Абді
Ґоль-е Зард-е Абді (перс. گل زردعبدي) — село в Ірані, у дегестані Мальмір, у бахші Сарбанд, шагрестані Шазанд остану Марказі. За даними перепису 2006 року, його населення становило 427 осіб, що проживали у складі 117 сімей.

## Клімат
Середня річна температура становить 10,28°C, середня максимальна – 29,44°C, а середня мінімальна – -12,38°C. Середня річна кількість опадів – 300 мм.
| Клімат поселення                              | Клімат поселення | Клімат поселення | Клімат поселення | Клімат поселення | Клімат поселення | Клімат поселення | Клімат поселення | Клімат поселення | Клімат поселення | Клімат поселення | Клімат поселення | Клімат поселення | Клімат поселення |
| Показник                                      | Січ.             | Лют.             | Бер.             | Квіт.            | Трав.            | Черв.            | Лип.             | Серп.            | Вер.             | Жовт.            | Лист.            | Груд.            |                  |
| Середній максимум, °C                         | 4,93             | 6,95             | 11,00            | 17,78            | 23,00            | 27,83            | 29,22            | 29,44            | 24,40            | 18,14            | 11,40            | 6,08             |                  |
| Середня температура, °C                       | −3,71            | −1,7             | 2,34             | 9,15             | 14,34            | 19,18            | 23,40            | 23,64            | 18,58            | 12,34            | 5,60             | 0,28             |                  |
| Середній мінімум, °C                          | −12,38           | −10,34           | −6,3             | 0,48             | 5,69             | 10,53            | 17,60            | 17,82            | 12,77            | 6,53             | −0,23            | −5,54            |                  |
| Норма опадів, мм                              | 47               | 41               | 55               | 41               | 34               | 7                | 1                | 1                | 0                | 6                | 27               | 40               |                  |
| Середньомісячна швидкість вітру, м/с          | 1.58             | 2.52             | 2.94             | 2.82             | 2.34             | 2.26             | 2.24             | 2.06             | 2.10             | 1.93             | 1.83             | 1.80             |                  |
| Середньомісячна сонячна радіація, кДж/м²·день | 9397             | 12434            | 15166            | 18428            | 22541            | 27078            | 26062            | 24315            | 21512            | 16048            | 11208            | 9118             |                  |
| --------------------------------------------- | ---------------- | ---------------- | ---------------- | ---------------- | ---------------- | ---------------- | ---------------- | ---------------- | ---------------- | ---------------- | ---------------- | ---------------- | ---------------- |
| Джерело:                                      |                  |                  |                  |                  |                  |                  |                  |                  |                  |                  |                  |                  |                  |